# Moișe Certezer
Moișe Certezer (numit și Mojsche Tscherteser,  Mózes Csertézer), n. ca. 1920 în satul Certeze – d. în anul 1978, a fost un sihastru hasidic, povestitor popular idiș.
El a trăit vremelnic, retras de lume, într-o cabană ascunsă în codrii Munții Oașului, la circa 15 km de frontiera cu Ucraina, după ce soția lui a fost arestată de fasciști unguri din garda lui Ferenc Szálasi, în timp ce ea se afla în vizită la Satu Mare.  Ferenc Szálasi a fost un politician ungur care a colaborat cu Adolf Eichmann, contribuind astfel la deportarea și exterminarea evreilor din Ungaria. În anii 1940-1944 Ardealul de nord, din care face parte și zona Țării Oașului, a fost sub ocupația Ungariei horthyste. 
Împreună cu țăranul oșan evreu Ștrul Klein, numit „Ștruli brânzaru” (în limba idiș „Ștruli dăr brinznmaher”) din localitate,  Moise Certezer (Mojsche Tscherteser) a fost unul dintre ultimii povestitori populari evrei din acea zonă etnografică multietnică din nord-vestul României, unde înaintea holocaustului trăiau în unele sate pe lângă români (oșeni) și maghiari, evrei, germani (șvabi sătmăreni), slovaci și ruteni.
În septembrie 1967 scriitorii Herbert Otto⁠(de)[traduceți] și Walter Kaufmann⁠(de)[traduceți] din Berlin (R.D.G.), ca invitați oficiali ai Uniunii Scriitorilor din România în cadrul schimbului cultural româno-german, l-au vizitat, împreuna cu Claus Stephani, pe Ștrul Klein. În anii următori jurnalistul norvegian Jan Andrew Nilsen, împreună cu soția lui, romanista daneză Annette Mörkeberg Nilsen și cu scriitorul Claus Stephani au fost în vizită în comuna Certeze, luându-le interviuri lui Ștrul Klein, Moișe Certezer și Vasile Borhidan, numit „a lui Erji” din Negrești-Oaș, pentru cotdianul norvegian “Werdens Gang” (Oslo).
În anul 1978 Ștrul Klein a comunicat etnologului Claus Stephani din București următoarele date despre Moișe Certezer, care se pare că locuia atunci într-un cătun în apropierea  satului Valea lui Francisc, numit Piatra: „Moișe nur era un rabi, un învațat, Moișe era doar un simplu țăran, dar un țăran cu multă cultură, știa să citească […] și avea foarte multe cărți care se ridicau în coliba lui mică și joasă până la tavan. Locuia ceva mai izolat la marginea așezării, un mic sat de munte așa ca Certeze al nostru […].”